# Mattatoio n. 5
Mattatoio N° 5 o La Crociata dei Bambini (Slaughterhouse-Five; or, The Children's Crusade: A Duty-Dance With Death) è un romanzo di Kurt Vonnegut del 1969. Il libro è una testimonianza dell'autore sulla sua prigionia in Germania durante la seconda guerra mondiale e sul bombardamento di Dresda.
Mattatoio n. 5 è considerato un'opera-chiave del pacifismo moderno e un racconto sul valore effimero dell'esistenza. Il sottotitolo (La crociata dei bambini) non si riferisce solo alla Crociata dei fanciulli del 1212, ma alla guerra stessa, in cui uomini maturi decidono di far la guerra mandando dei "bambini" a morire al posto loro.
Il libro è stato candidato ai due maggiori riconoscimenti della letteratura fantascientifica, il Premio Hugo nel 1970 e il Premio Nebula nel 1969.

## Trama

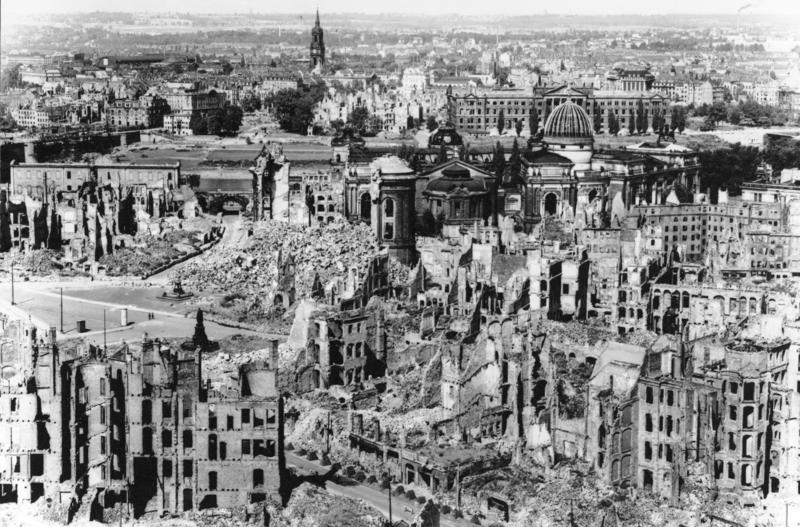
Bombardamento di Dresda

Lo scrittore Kurt Vonnegut, Jr., è un veterano della seconda guerra mondiale, catturato dai tedeschi nel 1945 e tenuto come prigioniero nella città di Dresda. Dopo ventitré anni di gestazione, Kurt si appresta a concludere un romanzo che racconta la sua testimonianza diretta del bombardamento sulla città tedesca. Racconta al lettore come, nel processo di ricerca, abbia riallacciato i rapporti con un suo vecchio compagno d'armi, Bernard H. O'Hare, con il quale tornerà poi a visitare Dresda. Durante il loro primo incontro, la moglie di Bernard accusa Vonnegut di voler scrivere un'altra storia che celebra la guerra, su cui baseranno un film con John Wayne e Frank Sinatra, che a sua volta spingerà altri bambini ad arruolarsi nell'esercito. Kurt le promette che "non ci sarà nessun ruolo per John Wayne" nella sua storia, e che anzi la chiamerà "La Crociata dei Bambini". Infine, premettendo che non c'è niente di sensato da dire su di un massacro, se non il cinguettio di un uccello ("poo-tee-weet"), e che di conseguenza il libro su Dresda è un fallimento, Vonnegut comincia la storia.
L'assistente cappellano Billy Pilgrim è un soldato americano disorientato, fatalista e male addestrato che odia la guerra e si rifiuta di combattere. Viene catturato dai tedeschi durante l'offensiva delle Ardenne del 1944, ma prima che ciò accada Billy incontra Roland Weary, un personaggio aggressivo e sciovinista, adolescente come Billy, che lo importuna costantemente per la sua mancanza di entusiasmo per la guerra.
Quando viene catturato, i tedeschi gli confiscano tutto, tra cui gli stivali, dandogli in cambio degli zoccoli di legno; in Lussemburgo Weary muore di gangrena causata da tali zoccoli. Moribondo, in un vagone di prigionieri, Weary riesce a convincere un altro soldato, Paul Lazzaro, che Billy è il vero colpevole della sua morte. Lazzaro giura di vendicare la morte di Weary uccidendo Billy, perché la vendetta è "la cosa più dolce nella vita".
A questo punto, Billy incomincia a rivivere alcuni momenti della sua vita; lui e gli altri prigionieri vengono trasportati in Lussemburgo. Successivamente, nel 1945, i prigionieri di guerra vengono spostati a Dresda per lavorare. Qui, i tedeschi mettono Billy e i suoi compagni di prigionia in un macello in disuso. L'edificio è conosciuto come "Schlachthof-Fünf" ("Mattatoio n. 5"). Durante i bombardamenti, i prigionieri e le guardie si nascondono in una cantina. Grazie a questo nascondiglio, riescono a sopravvivere ai bombardamenti. Dopo la guerra, nel maggio del 1945 Billy viene trasportato negli Stati Uniti, ricevendo un congedo con onore nel luglio 1945.
Pochi mesi dopo la fine della guerra, Billy viene ricoverato in una clinica psichiatrica a causa di un disturbo da stress post-traumatico. Un uomo di nome Eliot Rosewater introduce Billy ai romanzi di un oscuro autore di fantascienza, chiamato Kilgore Trout. Quando Billy viene dimesso, si sposa con Valencia Merble. Il padre di Valencia possiede la Scuola di optometria della città di Ilium, che Billy frequenta. Nel 1947 nasce il primo figlio della coppia, seguito due anni più tardi dalla figlia Barbara.
Durante la prima notte di nozze di Barbara, Billy viene catturato da una nave spaziale aliena e portato in un pianeta chiamato Tralfamadore, a miliardi di chilometri di distanza dalla Terra. Qui Billy incontra una pornostar, anch'ella rapita dagli alieni, di nome Montana Wildhack. Sulla Terra, Montana era scomparsa qualche tempo prima e si credeva fosse morta suicida, annegata nell'oceano Pacifico. Lei e Billy si innamorano e hanno un figlio insieme. Billy viene inviato sulla Terra per rivivere i momenti passati e futuri della sua vita.
Nel 1968 Billy e il copilota sono gli unici sopravvissuti a un incidente aereo. Valencia muore di avvelenamento da monossido di carbonio durante la corsa in ospedale. Billy condivide la stanza d'ospedale con Bertram Rumfoord, un professore di storia di Harvard e Billy gli racconta del bombardamento di Dresda.
Una volta dimesso, Barbara lo porta a casa a Ilium. Billy scappa e si reca a New York, affittando una camera d'albergo. La sera stessa passeggia intorno a Times Square e visita una libreria che vende materiale pornografico. Billy vede alcuni libri di Kilgore Trout e li legge. Quella notte partecipa a un programma radiofonico e incomincia a raccontare dei suoi viaggi nel tempo su Tralfamadore e viene cacciato dallo studio. Torna nella sua camera d'albergo, si addormenta e viaggia nel tempo fino al 1945 a Dresda, dove il libro si conclude nel modo annunciato a fine primo capitolo: mentre Billy cammina sulle rovine silenziose della città, un uccellino ignaro del disastro si poggia dinanzi a lui e cinguetta, "poo-tee-weet".

## Adattamenti
- Nel 1972 dal romanzo è stato tratto un adattamento cinematografico, Mattatoio 5, diretto da George Roy Hill e ricordato anche per la colonna sonora d'eccezione, nella quale Glenn Gould esegue musiche di Johann Sebastian Bach.
- Nel settembre 2020 è stato pubblicato un adattamento come graphic novel con sceneggiatura di Ryan North e disegni e colori di Albert Monteys. In Italia è stata pubblicata da Bompiani nell'ottobre 2022.

## Critiche
Il bombardamento di Dresda è l'evento centrale che affligge la mente del protagonista, Billy Pilgrim. Nel libro Vonnegut dà per assodata la morte di 135 000 civili tedeschi nell'operazione bellica, rifacendosi al libro Apocalisse a Dresda, opera di David Irving, controversa figura vicina a ideologie neonaziste, contribuendo così a diffondere le stime esagerate formulate dal controverso autore del saggio. Pubblicazioni successive stimano le perdite civili tra 24 000 e 40 000 e mettono in dubbio le ricerche di Irving.

## Edizioni
- Slaughterhouse-Five; - or, The Children's Crusade: - A Duty-Dance With Death, Delacorte Press, 1969,  p. 186, ISBN 0-385-31208-3.

Edizioni italiane:
- Mattatoio n. 5, o la crociata dei bambini : danza obbligata con la morte, traduzione di Luigi Brioschi, Collana Scrittori italiani e stranieri, Milano, Mondadori, 1970,  p. 205, SBN SBL0357002.
- Mattatoio n. 5, o La crociata dei bambini, traduzione di L. Brioschi, Collana I Narratori n° 101, Milano, Feltrinelli, 2003,  p. 196, ISBN 88-07-01637-0. - Collana UEF n.1858, Milano, Feltrinelli, 2004, ISBN 978-88-070-1637-0.
- Mattatoio n. 5, ovvero la crociata dei bambini. Una danza obbligata con la morte, traduzione di Vincenzo Mantovani, Collana Illustrati, Milano-Firenze, Bompiani, 2022, ISBN 978-88-301-0544-7. - Collana Narratori stranieri, Bompiani, 2025, ISBN 978-88-301-0845-5.